# Искино (Башкортостан)
И́скино (баш. Искин) — деревня в составе городского округа город Уфа, центр Искинского сельсовета, подчинённого Кировскому району. 
Находится примерно в 23 км к югу от центра Уфы, примыкает к автотрассе Р-240. Расположено у озёр Исток, Большой Улукуль и ряда других. Рядом протекает река Уршак. По дамбе связано с деревней Поляна.

## История
Включена в составе Искинского сельсовета в административные границы города Уфы 17 апреля 1992 г. (постановление Совета Министров Республики Башкортостан от 17 апреля 1992 года № 100 «О передаче хозяйств Уфимского района в административные границы г. Уфы, предоставлении земель для коллективного садоводства и индивидуального жилищного строительства» (в ред. от 19.10.1992 № 347).

## Население
В 2002 году было постоянных жителей 467 (72 % русские).

## Улицы
- Атлантовская ул.;
- Искинская ул.;
- Кленовый пер.;
- Малая Искинская ул.;
- Ново-Искинская ул.;
- Огородный пер.;
- Парниковый пер.;
- Раздольный пер.;
- Трассовая ул.;